# Hubie Halloween
Hubie Halloween és una pel·lícula de comèdia de terror dels Estats Units dirigida per Steven Brill i coproduïda i coescrita per Adam Sandler, que també hi actua.
Es va estrenar a Netflix el 7 d'octubre de 2020.

## Premissa
Hubie Dubois es passa cada Halloween procurant que els residents de la seva ciutat, Salem, puguin celebrar-lo amb seguretat i compleixin les normes. Però aquest any, un criminal a la fuga i un nou veí misteriós el posen en alerta. Quan la gent comença a desaparèixer, depèn de Hubie convèncer la policia i els habitants que els monstres són reals i que només ell els pot parar els peus.

## Repartiment
- Adam Sandler com a Hubie DuBois
- Kevin James com a oficial Steve Downing
- Julie Bowen com a Violet Valentine, amor de Hubie
- Maya Rudolph com a Sra. Herlihy, una dels dos ex-companys de classe de Hubie
- Ray Liotta
- Steve Buscemi com a veïna de Hubie
- Rob Schneider
- Michael Chiklis
- Kenan Thompson
- China Anne McClain
- Paris Berelc com a Megan, noia de somni de Tommy
- Tim Meadows com a Sr. Lester Herlihy, un dels dos ex-companys de classe de Hubie
- Colin Quinn
- June Squibb com a Sra. Dubois, mare de Hubie
- Shaquille O'Neal
- Karan Brar com a companya de feina deHubie
- Bradley Steven Perry
- Noah Schnapp com a Tommy Valentine, fill de Violet
- Kelli Berglund
- Mikey Day
- Melissa Villaseñor
- Kym Whitley
- Lavell Crawford
- Betsy Sodaro
- George Wallace
- Blake Clark
- John Flanagan
- Brendan Carroll